# 脱硫单胞菌属
脱硫单胞菌属为脱硫弧菌科的一个属。该属的模式种为惰性脱硫单胞菌（Desulfomonas pigra）。

## 下属物种
本属包括以下物种：
- 惰性脱硫单胞菌 Desulfomonas pigra Moore et al. 1976[1]